# Passions troubles
Passions troubles (Mania de Você) est une telenovela brésilienne produite et diffusée entre le 9 septembre 2024 et le 28 mars 2025 sur TV Globo,.
En France, le feuilleton a été remonté en 100 épisodes de 45 minutes et diffusée depuis le 13 juin 2025 sur Novelas TV,.

## Synopsis
En 2014, Viola, en couple avec Mavi, déménage à Angra dos Reis. Elle y rencontre Luma, avec qui elle se lie d’amitié. Mais tout bascule quand Viola, piégée dans une relation toxique, tombe amoureuse de Rudá, le petit ami de Luma…
Ce triangle amoureux se transforme en un véritable cauchemar quand Ramiro Molina, un homme d’affaires puissant et patron de Mavi, meurt mystérieusement. Tout le monde devient suspect…
Dix ans plus tard, ils se retrouvent au luxueux Albacoa Resort, à Angra. Luma, qui a tout perdu depuis les terribles événements du passé, en veut énormément à Viola car elle lui a « volé » sa vie en étant avec Rudá et a détruit leur amitié. Ces retrouvailles font resurgir des émotions intenses, un désir de vengeance… et des secrets non élucidés résonnent entre eux.

## Distribution

### Rôles principaux
| Acteur/Actrice       | Personnage                         |
| -------------------- | ---------------------------------- |
| Agatha Moreira       | Luma Molina Gurgel                 |
| Chay Suede           | Mavi Salama                        |
| Gabz                 | Viola Silva                        |
| Nicolas Prattes      | Rudá Bocaiúva / Leon Martinho      |
| Adriana Esteves      | Mércia Alves / Sônia Rangel        |
| Mariana Ximenes      | Ísis dos Santos Cavalcanti         |
| Eliane Giardini      | Roberta Pereira Cavalcanti (Berta) |
| Thalita Carauta      | Leidiane dos Anjos (Leidi)         |
| David Junior         | Sirlei dos Anjos                   |
| Leonardo Bittencourt | Rhodes Silva (Rod)                 |
| Paulo Rocha          | Volney Castro                      |
| Jaffar Bambirra      | Iberê Bocaiúva                     |
| Bukassa Kabengele    | Marcel Silva                       |
| Ana Beatriz Nogueira | Moema Bocaiúva                     |
| Ângelo Antônio       | Nahum Salama                       |
| Alanis Guillen       | Michele dos Santos Nogueira        |
| Samuel de Assis      | Daniel Fischer                     |
| Mariana Santos       | Fátima Lóes Santini                |
| Eriberto Leão        | Robson Santini                     |
| Vanessa Bueno        | Diana Gomez Castro                 |
| Danilo Grangheia     | Hugo Gomez                         |
| Joana de Verona      | Filipa Junqueira / Irene           |
| Ivy Souza            | Dulce Carvalho (Dhu)               |
| Paulo Mendes         | Tomás Pereira Cavalcanti           |
| Gi Fernandes         | Evelyn dos Anjos                   |
| Duda Batsow          | Bruna Gomez Castro                 |
| Lucas Wickhaus       | Iarley Carvalho                    |
| Liza Del Dala        | Lorena Carvalho                    |
| Bruno Montaleone     | Cristiano Nogueira                 |
| Igor Cosso           | Gael                               |
| Érico Brás           | Edmilson Carvalho                  |
| Bruno Quixotte       | Wagner                             |
| Pedro Sol Victorino  | Caio (Sumiu)                       |
| Vitória Valentin     | Isabela (Bela)                     |
| Louise Marrie        | Dulce                              |

### Participations spéciales
| Acteur/Actrice      | Personnage                           |
| ------------------- | ------------------------------------ |
| Rodrigo Lombardi    | Ramiro Molina (Molina) / Julius Eyer |
| Simone Spoladore    | Cecília Molina Gurgel                |
| Fábio Assunção      | Alfredo                              |
| Jussara Freire      | Irmã Sônia Rangel / Mércia Alves     |
| Allan Souza Lima    | Gustavo Flores Rocha (Guga)          |
| Antonio Saboia      | Henrique Pereira Cavalcanti          |
| Roberto Birindelli  | Santiago Neville (Gringo)            |
| Gisele Fróes        | Regina Albuquerque Gurgel            |
| José Augusto Branco | Geraldo dos Santos                   |
| Rei Black           | Gavião                               |
| Carol Macedo        | Dimalice                             |
| Ravel Andrade       | Mosquito                             |
| Cadu Libonati       | Walter                               |
| Victoria Rossetti   | Aparecida (Cida)                     |
| Dani Barros         | Luzia                                |
| Débora Lamm         | Magda Mendonça                       |
| Dandara Albuquerque | Sandra                               |
| Ricardo Pavão       | Almeida                              |
| Ivone Hoffmann      | Madre Cacilda                        |
| Nill Marcondes      | Leo Caravelli                        |
| Rayssa Bratillieri  | Rebeca                               |
| André Abujamra      | Bóris Slovenko                       |
| Isio Ghelman        | Leonardo                             |
| Ana Paula Botelho   | Lurdes                               |
| Magda Gomes         | Marlete Tresoitão / Zuleide          |
| Paulo Vespúcio      | Edinho                               |
| Pierre Baitelli     | Douglas                              |
| Rita Porto          | Ana                                  |
| Bernardo Felinto    | Joaquim                              |
| Mumuzinho           | Marco (corretor da MRV)              |
| Claude Troisgros    | Ele mesmo                            |
| Tiago Iorc          | Ele mesmo                            |
| Julia Mestre        | Ela mesma                            |
| Jade Picon          | Ela mesma                            |
| PK                  | Ele mesmo                            |
| Marina Sena         | Ela mesma                            |
| Pocah               | Ela mesma                            |
| MC Daniel           | Ele mesmo                            |
| Thiaguinho          | Ele mesmo                            |
| Juliana Alves       | Aparecida Mendes (Cida)              |
| Valesca Popozuda    | Ela mesma                            |

## Identité visuelle et sonore

### Logo

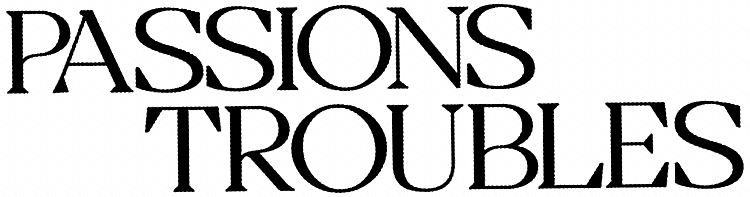
Logo de Passions troubles
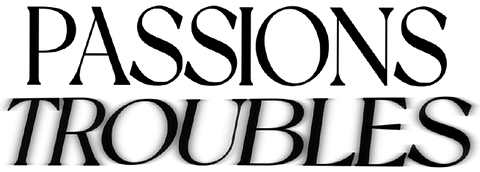
Logo de Passions troubles (Novelas TV)

## Version française
La version française est assurée par Studio Plug-in au Maroc.
Avec les voix d' Adrien Caminada, Nathalie Leplay, Camille Bechta, Guillaume Escaffre, Sophie Pastrana, Olivier Mutelet, Antoine Pinault, Brahim Bihi, Hamza Touijri, Claire Staub, Fanny Dalmau, Mohamed Rachidi, Letizia Costantini, Vanessa Lefebvre, Emmanuelle Brindel, Christophe Cérino, Odile Roehrig, Nicolas Reydet, Alex Pinault et Mounia Bennis.

## Diffusion
- TV Globo (2024-2025)
- Novelas TV (2025)